# U-STYLE Axis
U-STYLE Axis（ユー-スタイル・アクシス）は、2005年11月23日に有明コロシアムでU-STYLEが開催したプロレス興行。制作協力はドリームステージエンターテインメント。

## 試合結果
第0試合 15分1本勝負
○  島崎巧 vs  板垣雄吾 ×
9:02 アームバー
第1試合 20分1本勝負
○  藤井軍鶏侍 vs  佐々木恭介 ×
7:48 TKO（ジャーマンスープレックス）
第2試合 20分1本勝負
○  坂田亘 vs  伊藤博之 ×
10:06 逆片エビ固め
第3試合 20分1本勝負
○  滑川康仁＆ ルイス・アゼレード vs  大久保一樹＆ 松田英久 ×
12:08 腕ひしぎ十字固め
第4試合 20分1本勝負
○  ジェームス・トンプソン vs  ヒカルド・モラエス ×
10:01 TKO（膝蹴り）
第5試合 20分1本勝負
○  フランク・シャムロック vs  中村大介 ×
12:56 アンクルホールド
第6試合 20分1本勝負
○  川田利明 vs  イリューヒン・ミーシャ ×
4:44 フロントチョーク
第7試合 20分1本勝負
○  田村潔司 vs  ジョシュ・バーネット ×
16:10 腕ひしぎ十字固め